# Jérôme Guéry
Jérôme Guéry (Namen, 24 juli 1980) is een ruiter uit België in de klasse springen.

## Biografie
Guery had succes met de paarden Grand Cru van de Rozenberg en Quel Homme de Hus.
Op de Olympische Zomerspelen van 2016 in Rio de Janeiro was hij actief in de individuele jumpingcompetitie en behaalde hij de 28e plaats.
Op de Europese Kampioenschappen van 2017 en 2019 participeerde hij zowel aan de individuele als de landenploegencompetitie waar hij in 2017 respectievelijk elfde en vierde werd en in 2019 32e individueel en winnaar van de gouden medaille met het landenteam samen met Jos Verlooy, Grégory Wathelet en Pieter Devos.
Op de Olympische Zomerspelen van 2020 in Tokio maakte hij deel uit van het Belgische team in de teamcompetitie jumping, waar zijn team, bestaande naast hemzelf uit Grégory Wathelet en Pieter Devos op de derde plaats eindigde, waardoor België zijn eerste paardensportmedaille kreeg sinds François Mathy op de Olympische Zomerspelen van 1976. Individueel behaalde hij de 13e plaats.